# Color TV Game
Color TV Game (カラー テレビゲーム?, Karā Terebi Gēmu), scritto TV-Game in alcuni loghi, è una serie di console prodotte da Nintendo a partire dal 1977: si tratta dei primi sistemi per videogiochi prodotti dall'azienda. La serie è composta da cinque modelli, commercializzati nel solo Giappone. I modelli TV Game 6 e 15 sono una coproduzione con Mitsubishi Electric e Ricoh; Mitsubishi forniva il processore e alcuni altri componenti, mentre Ricoh mise a disposizione un ingegnere elettronico.

## Nascita del progetto
Nel 1976 la Mitsubishi non era riuscita a tenere il passo di Casio e Sharp nell'agguerita guerra industriale delle calcolatrici tascabili. Tentò così di imporsi in altri settori dell'elettronica, in particolare quello delle console da gioco casalinghe, tanto di moda negli USA e salite all'attenzione dei media anche in patria dopo il lancio della console di "TV TENNIS" della Epoch nel 1975, prima console prodotta in Giappone, che montava un adattamento di PONG concesso in licenza dalla Magnavox.
In un primo momento la Mitsubishi si rivolse a una ditta di nome Systeck, incaricandola di elaborare il progetto, ma la ditta fece bancarotta pochi mesi prima della messa in commercio della macchina. Fu a questo punto che Mitsubishi entrò in contatto con Nintendo, all'epoca ditta produttrice di giocattoli dalla comprovata esperienza, attraverso il suo presidente Hiroshi Yamauchi, che accettò la proposta e affidò la pianificazione del progetto a Masayuki Uemura, ingegnere alla Nintendo dal 1972 con esperienza pregressa dal suo precedente lavoro alla Sharp.
I frutti di questa collaborazione si manifesteranno nel 1977 con l'uscita sul mercato di Color TV-Game 6 e 15.

## Modelli

### Color TV Game 6

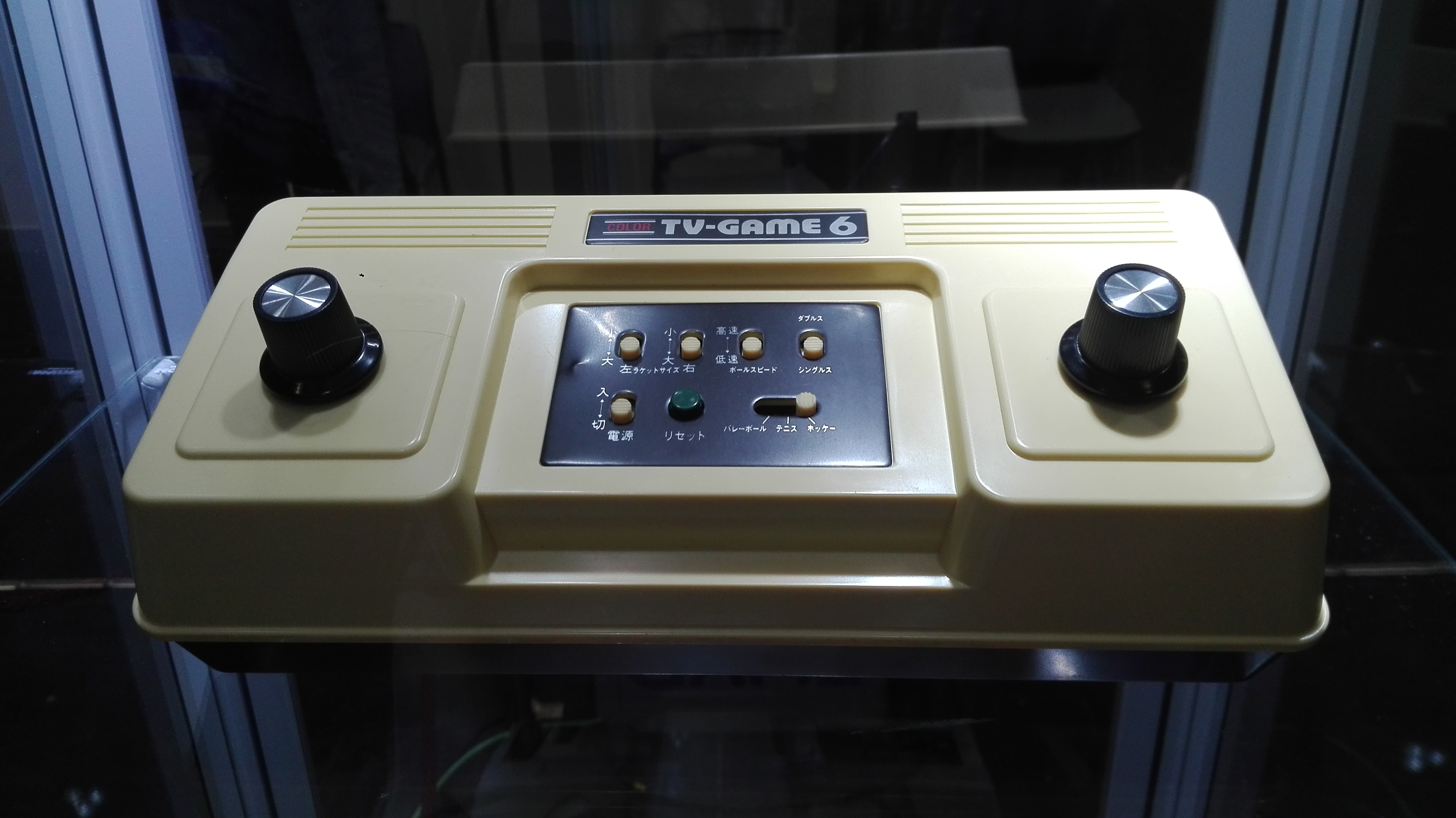
Color TV-Game 6 (prima versione, modello CTG-6S)

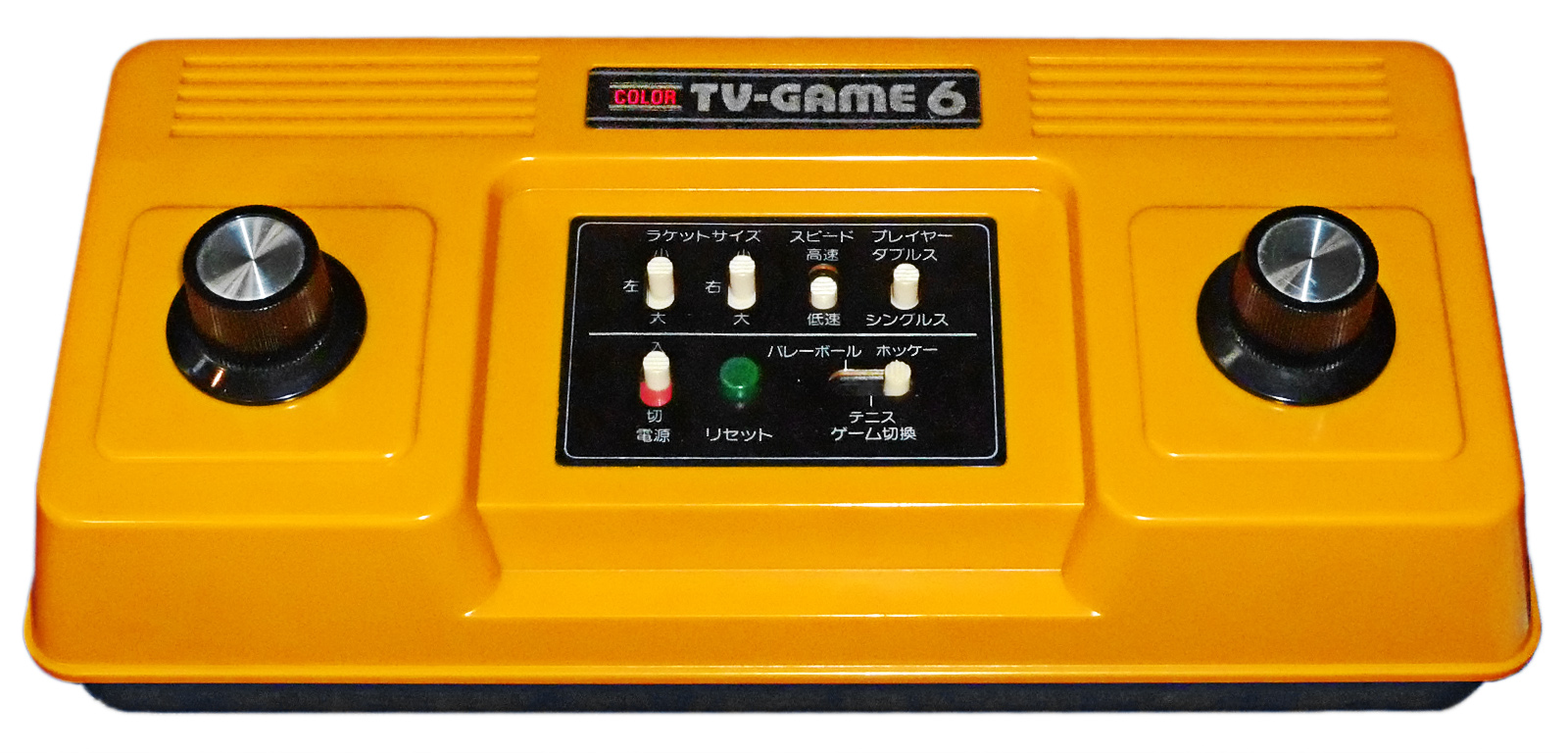
Color TV-Game 6 (seconda versione, modello CTG-6V)

La console Color TV Game 6 (カラー テレビゲーム6?, Karā Terebi Gēmu Roku), lanciata nel giugno del 1977, è stata la primissima console domestica di Nintendo e contiene sei varianti di PONG a colori (chiamato Light Tennis). I controller sono costituiti da due manopole con potenziometri incorporate nella scocca della macchina.
Le innovazioni rispetto agli altri cloni di PONG allora diffusi sul mercato erano la grafica a colori e l'indicazione a video del punteggio, che non doveva più essere tenuto a mente.
Vi sono due versioni della console; la versione venduta inizialmente denominata CTG-6S, basata sul chip M58815P di Mitsubishi, è di colore bianco ed è alimentabile solo attraverso 6 batterie Tipo D, che forniscono 9 ore di autonomia. È stata prodotta in poche unità, essendo di fatto creata per sondare il mercato.
Venne sostituita sei mesi più tardi dalla versione CTG-6V, basata sul chip M58816P sempre di Mitsubishi, di colore giallo/arancione e alimentabile anche dalla rete elettrica attraverso un trasformatore esterno (acquistabile separatamente per 1.500 Yen e compatibile con tutte le altre macchine della linea, eccetto Computer TV Game).
Oltre a queste due versioni marchiate Nintendo, furono prodotte altre tre varianti.
Due varianti della console furono create su licenza dalla Sharp, denominate XG-106 (CTG-6S) e XG-106V (CTG-6V). Dal colore arancione scuro, queste console venivano vendute nei negozi Sharp, affiancandole ai televisori della ditta. In quel periodo infatti i primi televisori portatili a colori si stavano diffondendo sul mercato giapponese.
Una variante venne realizzata per i concorsi a premi della House Shanmen, celebre produttore nipponico di spaghetti orientali pronti. in questo caso, era una semplice console CTG-6V di produzione Nintendo la cui unica differenza risiedeva nel badge metallico, che riportava scritto "House Shanmen" invece di "Color TV-Game 6".
Il prezzo di 9.800 Yen (5.000 per la versione CTG-6V, il clone di Pong più economico in Giappone) era estremamente concorrenziale per una console a colori in un periodo in cui le console in bianco e nero della concorrenza costavano circa 20.000 Yen. La linea Color TV Game 6 vendette oltre 300.000 unità in Giappone, in un periodo in cui il successo di una console in Giappone veniva stabilito a partire da 10.000 unità vendute.
Di seguito l'elenco dei giochi. Dato che i giochi si possono giocare in modalità "singolo" o "doppio" (comunque sempre da controllare da due persone), il numero totale dei giochi è 3 x 2 = 6.
- Hockey (ホッケー)
- Volleyball (バレーボール)
- Tennis (テニス).

### Color TV Game 15

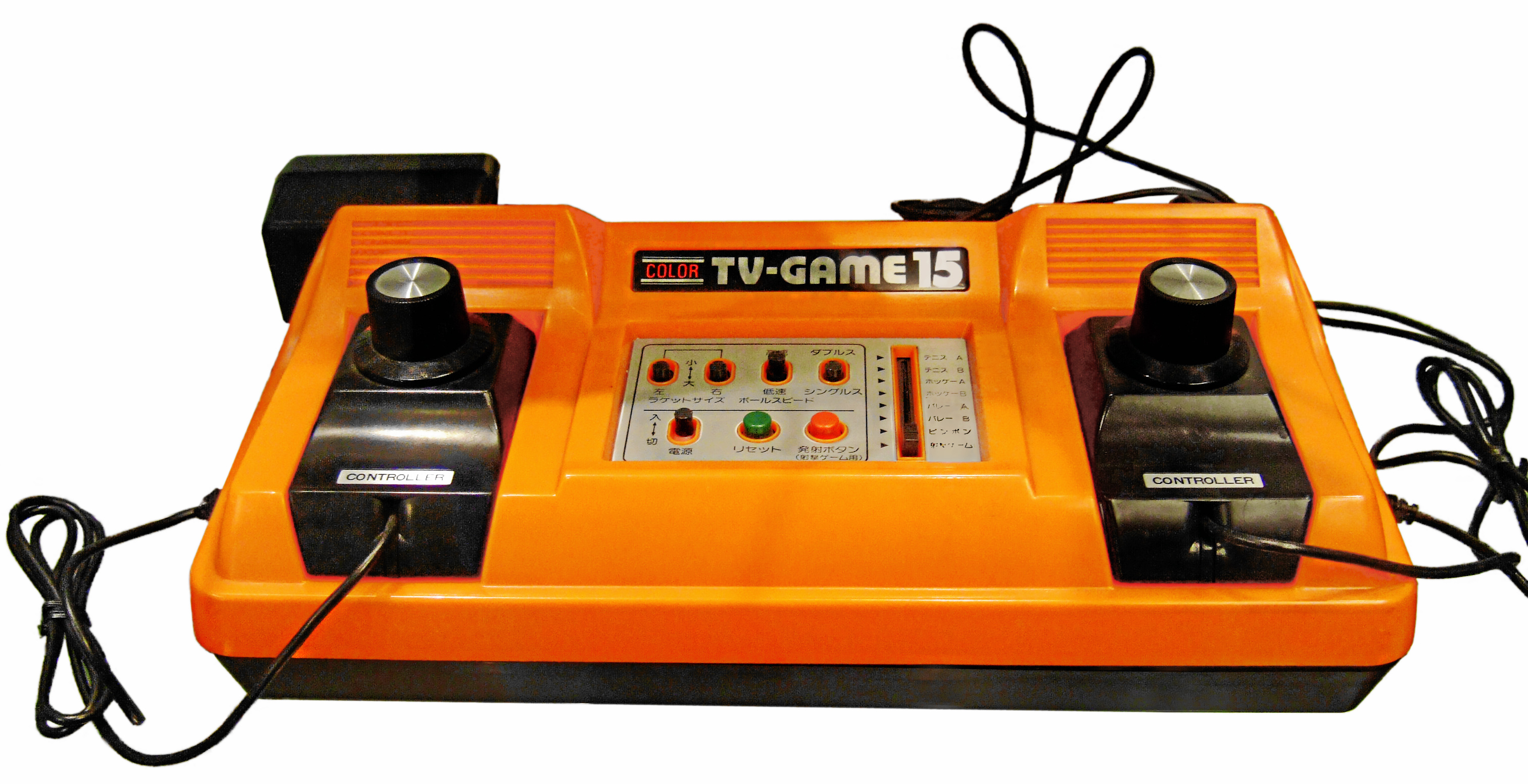
Color TV-Game 15 (prima versione, modello CTG-15S, più chiara)

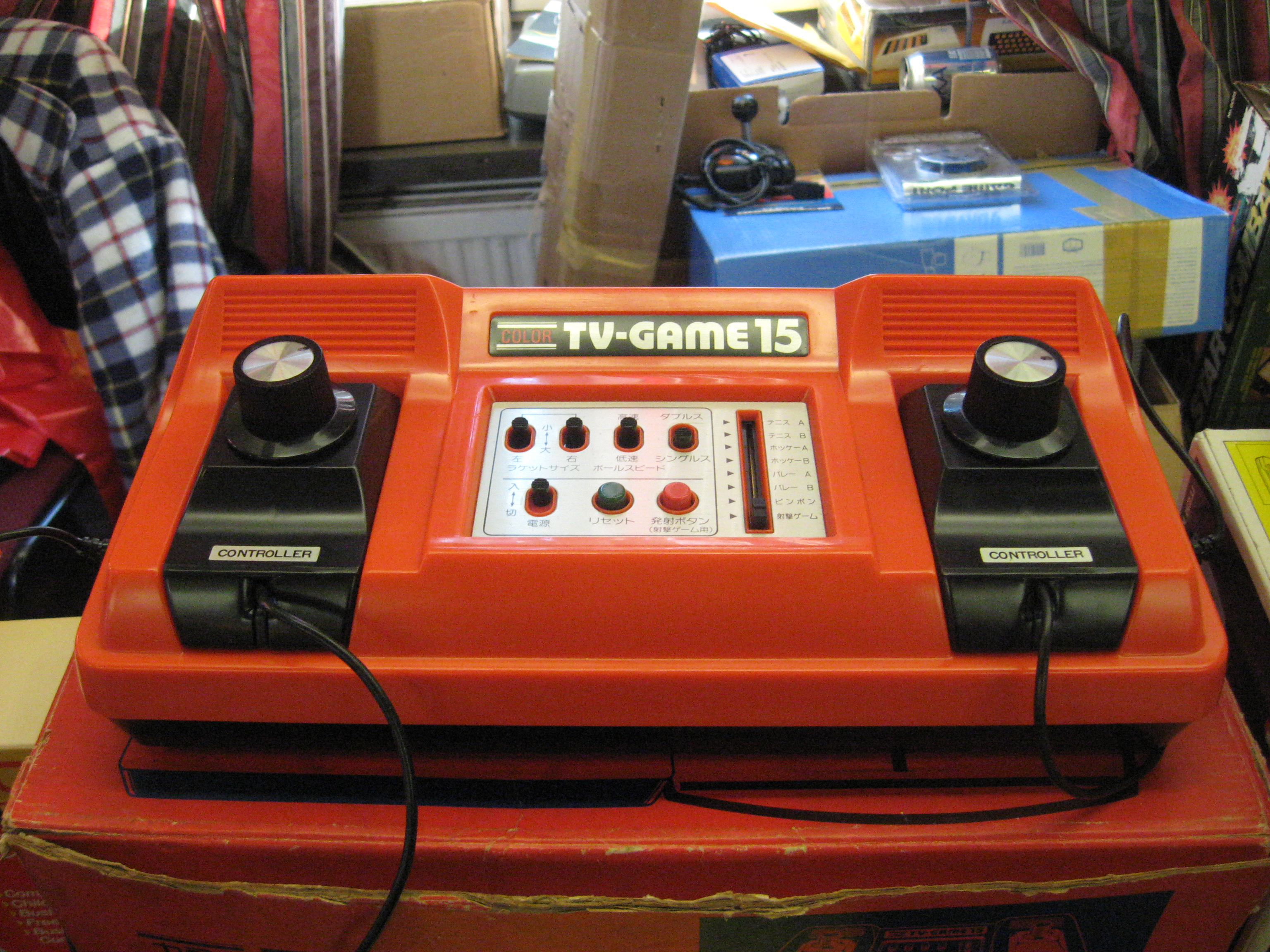
Color TV-Game 15 (seconda versione, modello CTG-15V, più scura)

Insieme alla precedente, nel giugno del 1977, viene presentata la console Color TV Game 15 (カラーテレビゲーム15?, Karā Terebi Gēmu Jū Go). A differenza della Color TV-Game 6, i controller non sono più incorporati nella console, ma più comodamente connessi tramite un cavo, non rimovibile. Il 15 del nome si riferisce alle varianti di PONG disponibili, che comprendono i 6 presenti sulla console sorella.
Questo è inizialmente il modello di punta con il quale Nintendo spera di conquistare il mercato. Il design del modello è anche il primo lavoro del giovane Shigeru Miyamoto, da poco entrato nell'azienda.
Esistono due versioni della console: la CTG-15S è la versione originale, basata sul chip della CTG-6S, e si presenta in una colorazione arancione mandarino. Poche settimane più tardi uscì una versione aggiornata denominata CTG-15V, basata sul chip della CTG-6V. A parte la tonalità di arancione più scura, vengono apportate delle migliorie ai controller, ingrandendo il pomello di controllo sul telecomando e inserendo uno "stop" ai potenziometri in essi, che rendevano il gioco molto più confortevole, in quanto adesso la racchetta a schermo si fermava una volta raggiunto il limite del televisore.
Sharp produrrà anche stavolta la console su licenza. Questa versione, di colore bianco, è basata sulla CTG-15V e verrà nominata Sharp Color TV-Game XG-115.
Dal fatto che entrambe le revisioni della console si basano rispettivamente sui chip M58815P e M58816P, possiamo dedurre che anche il chip della TV Game 6 contiene 15 giochi, ma solo 6 di essi sono stati resi disponibili all'utente.
Con un prezzo di 15.000 Yen (ridotto a 7.800 verso la fine del ciclo vitale) e 770.000 console vendute, la Nintendo si accaparrò il 70% del mercato delle console casalinghe in Giappone. Il restante 30% era conteso da una ventina di produttori (tra cui figuravano Epoch, Tomy, Bandai, Takatoku, ecc.).
Di seguito l'elenco dei giochi; dato che i primi 7 giochi si possono giocare in modalità "singolo" o "doppio" (comunque sempre da controllare da due persone), il numero totale dei giochi è 7 x 2 + 1 = 15.
- Tennis A (テニスA)
- Tennis B (テニスB)
- Volley A (バレーA)
- Volley B (バレーB)
- Hockey A (ホッケーA)
- Hockey B (ホッレーB)
- Ping Pong (ピンポン)
- Shooting Game (射撃ゲーム)

### Color TV Racing 112

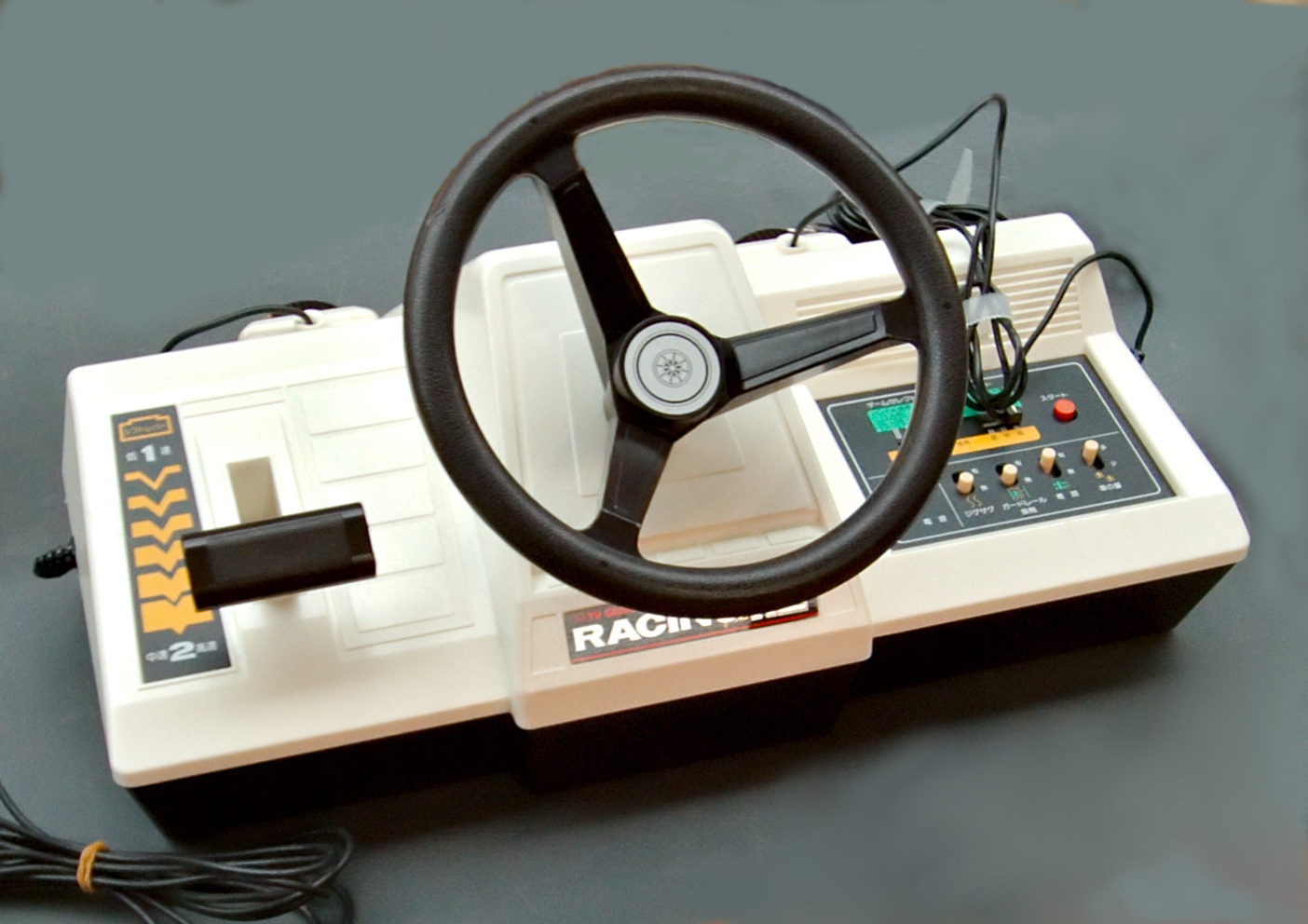
Color TV Racing 112, gioco di corse automobilistiche

Nel giugno del 1978 viene presentata la console Color TV Racing 112 (カラーテレビレーシング112?, Karā Terebi Gēmu Hyaku Jū Ni), contenente un simulatore di guida giocabile tramite un grosso volante e una leva di cambio marce interati nella scocca. Per il multigiocatore simultaneo sono disponibili anche due paddle più piccole collegate via cavo e staccabili dal retro della console. La console, denominata CTG-CR112, non ricevette versioni alternative o su licenza.
La console non riuscì a riscontrare la stessa fortuna della Color TV-Game 15 (il costo pubblicizzato di 18.000 Yen fu immediatamente abbassato a 12.500 Yen una volta in vendita), ma nonostante questo riuscì a vendere 160.000 esemplari circa. nel 1979 il prezzo sarà abbassato definitivamente a 5.000 Yen.
La console dispone di sette modalità di gioco, ognuna delle quali affrontabile in 16 livelli di difficoltà (7 x 16 = 112).

### Color TV Block Kuzushi

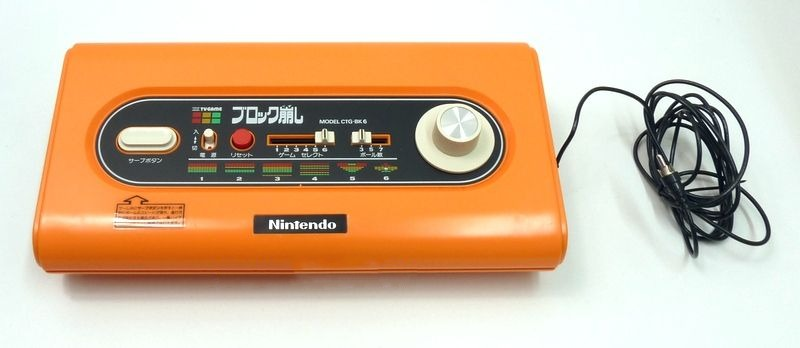
Color TV Block Kuzushi, genere Breakout

Venduta dall'8 marzo 1979  al costo di 13.500 Yen, Color TV Block Kuzushi (ブロック崩し, Burokku Kuzushi, CTG-BK6) contiene un gioco basato su Breakout. Questa è la prima console realizzata da Nintendo in completa autonomia, in quanto le console precedenti erano create in collaborazione con la Mitsubishi e con l'aiuto di un ingegnere elettronico della Ricoh. Il design della console sarà curato da Shigeru Miyamoto. A segnalare l'autonomia di Nintendo nella produzione della nuova console è presente, per la prima volta nella serie, un logo "Nintendo" sul fronte della console.
La manopola di controllo è fissa sul corpo macchina; essendo questo modello solo per giocatore singolo, i problemi di comodità sono minori.
Color TV Block Kuzushi subirà la forte concorrenza della TV-Block di Epoch e della TV Block MB di Atari, vendute entrambe allo stesso prezzo della console Nintendo, ma nonostante ciò riuscì a vendere più di 400.000 unità. la console, abbassata di prezzo nel 1980 (8.300 Yen), rimarrà sul mercato fino al 1981.
La console presentava sei livelli selezionabili, nei quali si potevano modificare diversi parametri, come il numero di palline disponibili, la velocità della pallina e direzione dei ribalzi di essa sulla racchetta.
Per promuovere la console, Nintendo organizzò diverse competizioni di Block Kuzushi in vari centri commerciali sparsi per il Giappone. Al vincitore veniva consegnata una piccola medaglia e un attestato da parte di Nintendo.

### Computer TV Game
Computer TV Game (コンピューターテレビゲーム?, Konpyūtā Terebi Gēmu) è l'ultima console della serie "TV-Game"; commercializzata a partire da febbraio 1980 con la denominazione CTG-HC10, fu prodotta e venduta in quantità estremamente esigue. L'unico gioco che la console può eseguire è una trasposizione del gioco da tavolo Othello, contro l'intelligenza artificiale oppure tra due giocatori umani. All'epoca possedere una versione elettronica del gioco strategico era visto come un lusso e un passatempo per intenditori, paragonato ai vari Pong. La macchina infatti era nella fascia di prezzo alta e rivolta a un pubblico più adulto.

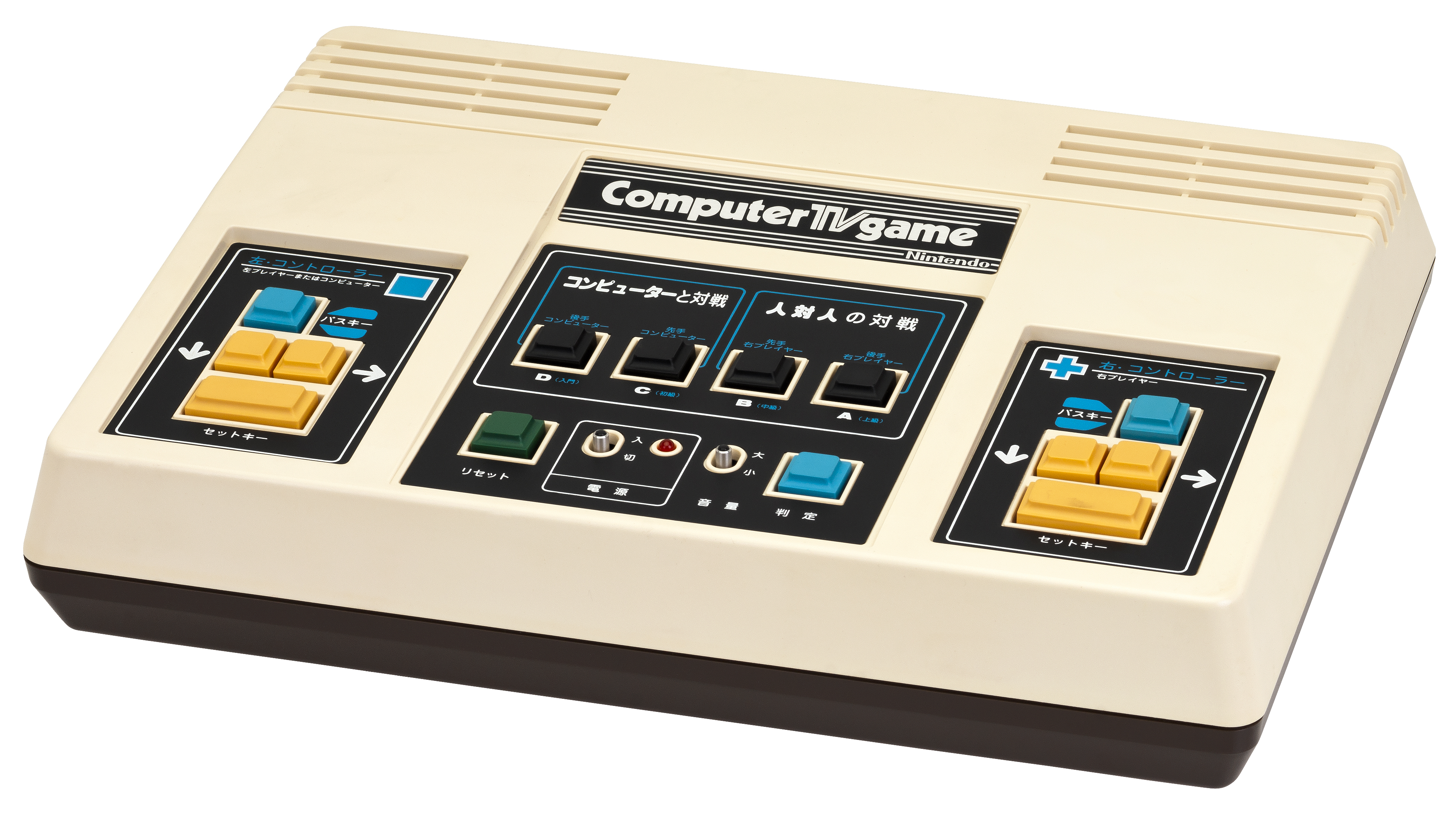
Computer TV game, permette di giocare a Othello

Il programma fu realizzato da Gunpei Yokoi e dalla sua squadra Nintendo Research & Development 1. La versione console deriva da un precedente videogioco arcade monocromatico della Nintendo, Computer Othello (1978), che aveva avuto una buona diffusione nei circoli privati e nei locali in Giappone, inclusi quelli per adulti.
La console presentava diversi problemi: l'unico gioco a disposizione era ormai datato e obsoleto per gli standard del 1980, la console era, al contrario delle precedenti, ingombrante e pesante (solo l'alimentatore esterno pesa 2 chilogrammi circa) e il prezzo di 48.000 Yen al lancio la rendeva estremamente costosa rispetto alle altre console della serie. L'unica nota positiva è che l'algoritmo che la console usava per sfidare il giocatore nella modalità Player vs Computer era, per i suoi tempi, decisamente sofisticato. Alcuni esperti hanno ipotizzato che Computer TV Game non fosse indirizzata alla stessa clientela delle altre console, ma ai professionisti del turismo, come alberghi e onsen (strutture termali) sparse per tutto il Giappone.